# Innocent Hamga
Innocent Hamga (Edea, 8 de maio de 1981) é um ex-futebolista profissional canadense que atuava como defensor.

## Carreira
Innocent Hamga se profissionalizou no Cotonsport Garoua.

## Seleção
Innocent Hamga integrou a Seleção Camaronesa de Futebol na Copa das Nações Africanas de 2000, sendo campeão.

## Títulos
Camarões
- Copa das Nações Africanas: 2000